# 3108 Lyubov
3108 Lyubov este un asteroid din centura principală, descoperit pe 18 august 1972 de Liudmila Juravliova.